# 渡辺南都子
渡辺 南都子（わたなべ なつこ、1943年8月14日 - ）は、日本の児童文学翻訳家。
東京都生まれ。東京学芸大学学芸学部国語科卒業。河出書房勤務ののち英米児童文学の翻訳家となる。

## 著書
- 『わたしのローラ・大草原の小さな家 ローラの小物・料理（作り方つき）&フォト・エッセイ…』（講談社） 1990

## 翻訳
- 『魔法半分』（エドワード・イーガー（英語版）、ハヤカワ文庫） 1979
- 『異星から来た妖精』（シルヴィア・L・エングダール（英語版）、ハヤカワ文庫） 1981
- 『ビバ!ドラゴン』（G・K・チェスタートン他、佐藤高子共訳、ハヤカワ文庫） 1981
- 「小さな家」シリーズ（ローラ・インガルス・ワイルダー、こだまともこ共訳、かみやしん絵、講談社青い鳥文庫）、のち講談社文庫
『大きな森の小さな家』 1982
『大草原の小さな家』 1982
『プラム川の土手で』 1983
『シルバー湖のほとりで』1984
『農場の少年』 1985
『大草原の小さな町』 1986
『この輝かしい日々』 1987
- 『魔法の湖』（エドワード・イーガー、ハヤカワ文庫） 1982
- 「ウィラン・サーガ」（パトリシア・ライトソン、ハヤカワ文庫）
1)『氷の覇者』 1983
2)『水の誘い』 1984
3)『風の勇士』 1984
- 「ダマール王国物語」（ロビン・マッキンリイ（英語版）、ハヤカワ文庫）
1)『青い剣』 1985
2)『英雄と王冠』 1987
- 『ガディおばさんのゆうれいたいじ』（ウイルソン・ゲイジ（英語版）作、マリリン・ハフナー絵、岩崎書店） 1986
- 『鳥が、また歌う日』（M・トールバード、高田美苗画、金の星社） 1986
- 『くらやみこわいのだあれ』（クロスビイ・ボンソル（英語版）作・絵、岩崎書店） 1987
- 『いちごつみの少女 フロリダの白い家』（ロイス=レンスキー、かみやしん絵、講談社青い鳥文庫） 1988
- 『ハリーの脱出』（ジェイムズ・コリアー（英語版）、佑学社） 1988
- 『ピーター・パンの冒険』（バリ、伊藤悌夫画、童心社、フォア文庫） 1989
- 『トム・ソーヤーの冒険』（マーク・トウェーン、多田ヒロシ画、童心社、フォア文庫） 1990
- 「リトルベアー」（リン・リードバンクス、高橋由為子絵、佑学社）、のち小峰書店、のち講談社青い鳥文庫
『小さなインディアンの秘密』 1990
『リトルベアーとふしぎなカギ』 1991　
『リトルベアーのふしぎな旅』 1992
- 『バレエダンサー 木曜日の子どもたち』上・下（ルーマー・ゴッデン、偕成社、Kノベルス、ミドルティーンロマン） 1991
- 『トウシューズ』（ルーマ・ゴッデン、偕成社） 1996
- 『秘密の花園』（バーネット、木村かほる画、童心社、フォア文庫） 1992
- 『さまざまな出発』（ゲイリー・ポールセン（英語版）、安藤由紀絵、くもん出版） 1993
- 「新大草原の小さな家」（ロジャー・リー・マクブライド（英語版）、こだまともこ共訳、講談社）
2)『オウザークの小さな農場』 1995
4)『丘のむこうの小さな町へ』 1996
6)『ロッキーリッジの新しい夜明け』 1998
- 『ハロウィーンの魔法』（ルーマ・ゴッデン、堀川理万子絵、偕成社） 1997
- 『メアリーの鳩』（アン・ターンブル（英語版）、堀川理万子絵、偕成社） 1998